# 試製57式105mm軽りゅう弾砲

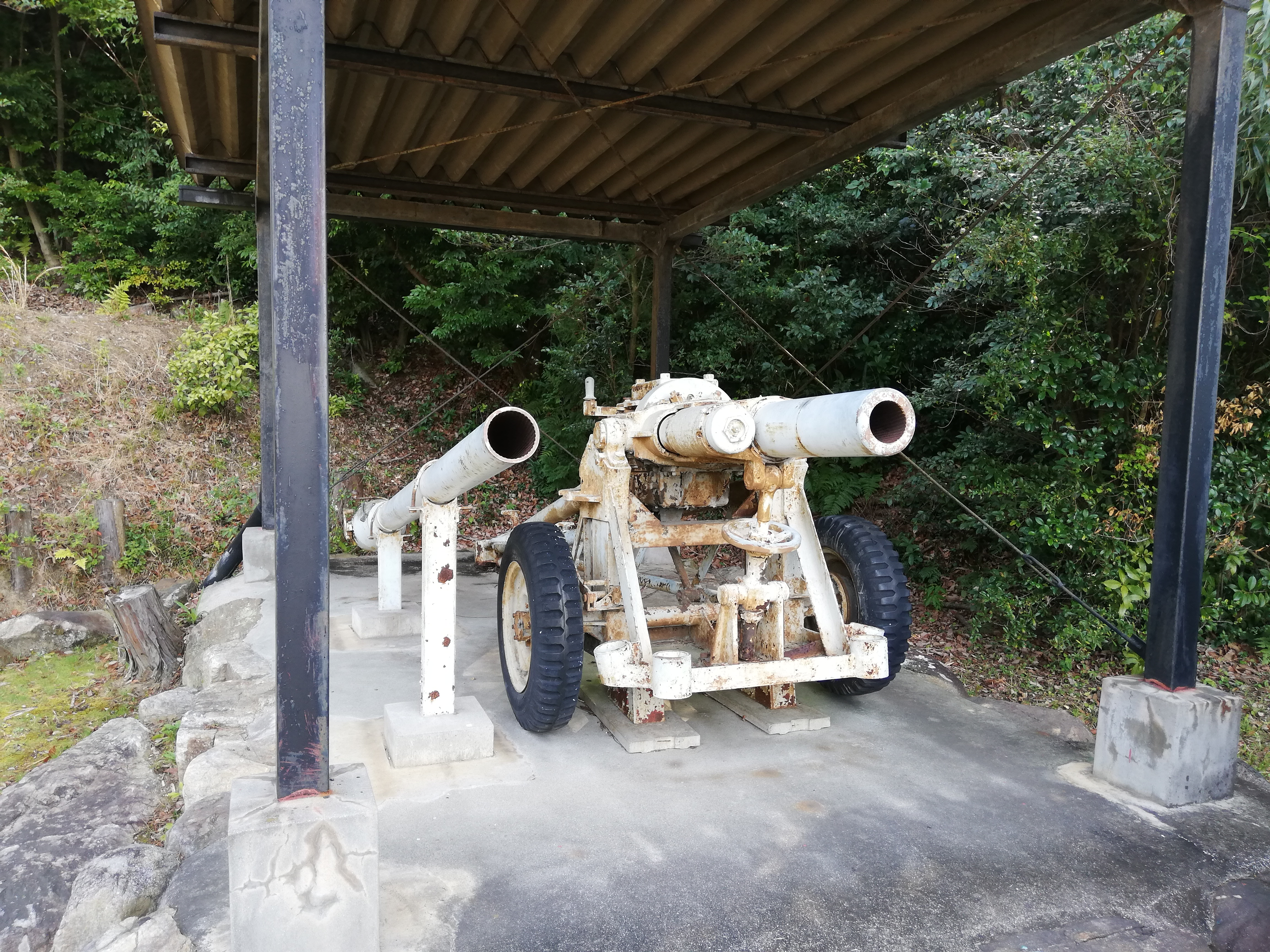
試製105mm無反動砲（左）試製57式105mm軽りゅう弾砲（右）

試製57式105mm軽りゅう弾砲（しせいごうななしき105ミリけいりゅうだんほう）は、陸上自衛隊がかつて試作した軽榴弾砲である。アメリカ軍供与の105mmりゅう弾砲M2A1と共通の105mm砲弾を使用する山砲として、主に山岳地帯や空挺部隊の戦闘において火力支援を行うことを目的に開発されたが、結局量産されることはなかった。製作は68式155mm迫撃砲と同じく神戸製鋼所が担当した。

## 概要
本砲は61式特殊運搬車での運搬を前提として、1957年（昭和32年）に基礎研究を開始したが、一次試作砲完成は1959年（昭和34年）にずれ込んだ。一次試作砲は、75mm榴弾砲M1A1のように単一材砲架を持っていたが、特殊運搬車への分解積載に不便であり、また、砲自体が軽量（800kg）であったため、射撃時の安定性に欠けていた。
そこで1963年（昭和38年）に作られた二次試作砲は砲架をハの字型の開脚式に変更し、重量を1,220kgに増やした。
この結果、安定性が向上したほか、射界が一次試作砲の左右4度から20度へと格段に広がった。構造自体もより分解運搬に適したものになり、1門あたり61式が5両で運搬可能になった。空挺作戦用に9つに分解梱包して、航空自衛隊のC-46輸送機から投下することもでき、組み立て自体も3-4分で可能だった。このような良好な性能を示したものの、肝心の61式が量産化されなかったため、結局こちらも量産されることはないままに終わった。同じ試作砲の68式155mm迫撃砲は制式化されたが、試製57式はその名が示すように仮制式のみであった。

## 現存砲
愛知県幸田町にある幸田町郷土資料館に開脚式の二次試作砲が展示されている。